# David Saperstein
Pour les articles homonymes, voir Saperstein.
David Nathan Saperstein est un rabbin américain, avocat et dirigeant de la communauté juive, qui a été ambassadeur itinérant des États-Unis pour la liberté religieuse internationale,. Il a auparavant occupé le poste de directeur et conseiller juridique en chef au Centre d'action religieuse de l'Union pour le judaïsme réformé pendant plus de 40 ans.

## Jeunesse et éducation
Saperstein naît à New York, le 5 août 1947, du rabbin Harold Saperstein et de Marcia Saperstein. Il est titulaire d'une licence de lettres de l'Université Cornell, d'une maîtrise en lettres hébraïques de l'Hebrew Union College-Jewish Institute of Religion et d'un doctorat en droit du Washington College of Law de l'American University, où il obtient son diplôme summa cum laude.

## Carrière
Saperstein succède au rabbin Richard G. Hirsch à la tête de la branche de justice sociale et de lobbying du mouvement réformiste nord-américain basée à Washington DC. Il y défend un large éventail de questions de justice sociale. Il dirige une équipe qui fournit de nombreux documents législatifs et programmatiques aux synagogues, aux fédérations et aux Conseils des relations avec la communauté juive dans tout le pays, coordonnant des programmes d'éducation à l'action sociale qui forment chaque année près de 3 000 adultes et jeunes juifs, ainsi que des responsables rabbiniques et laïcs. Il a été décrit comme le rabbin le plus influent d'Amérique et comme le lobbyiste religieux par excellence sur Capitol Hill.
Le 28 août 2008, Saperstein prononce l'invocation lors de la dernière session de la Convention nationale démocrate, avant que le sénateur Barack Obama n'accepte l'investiture du parti à la présidence.
En février 2009, il est nommé par le président Obama au Conseil de la Maison-Blanche pour les partenariats avec les organisations confessionnelles et de proximité. En 2009, Newsweek le place au premier rang de sa liste des « 50 rabbins influents ».
En 2009, il reçoit le prix IRLA/NARLA/Liberty de l'Association internationale de la liberté religieuse, présenté par John Graz, secrétaire général.
En 2010, à travers son Centre d'action religieuse, il est membre fondateur de la Shoulder to Shoulder Campaign, dont les membres sont trente-cinq confessions et organisations religieuses, qui s'engagent à faire preuve de solidarité avec les musulmans américains,.
En 2014, l'ambassadeur des Pays-Bas Rudolf Bekink lui remet le tout premier Anne Frank Award for Human Dignity and Tolerance (français : prix Anne Frank pour la dignité humaine et la tolérance). Ce prix récompense ceux qui ont œuvré pour « lutter contre l'intolérance, l'antisémitisme, le racisme et la discrimination tout en défendant la liberté et l'égalité des droits ».

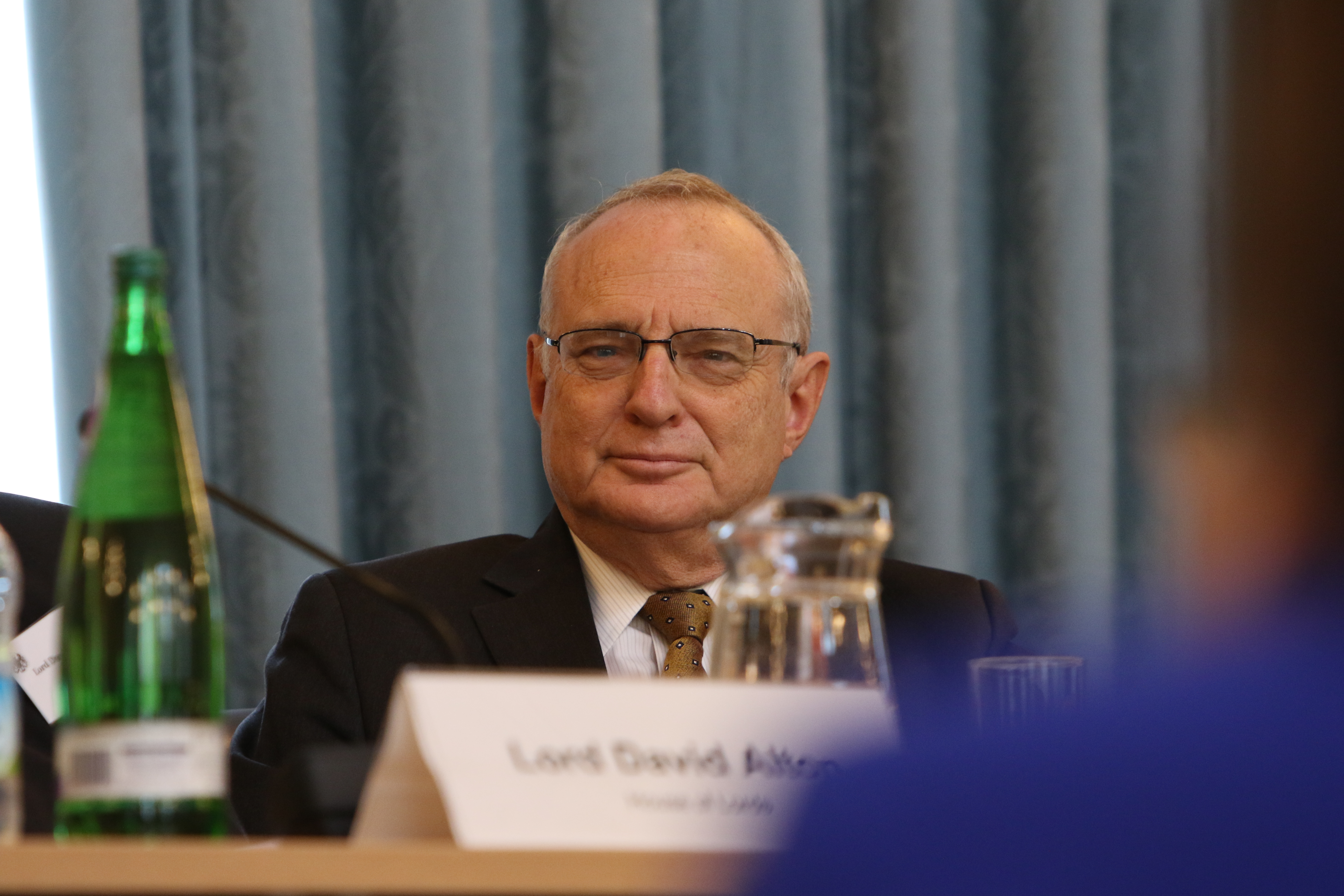
Saperstein s'exprime lors d'un sommet sur la liberté de religion, organisé au ministère des Affaires étrangères et du Commonwealth à Londres, le 19 octobre 2016.

Le 28 juillet 2014, le président Obama nomme Saperstein pour être le premier non-chrétien à occuper le poste d'ambassadeur itinérant des États-Unis pour la liberté religieuse internationale. En décembre 2014, la nomination de Saperstein à ce poste est confirmée par le Sénat américain. Il succède à Suzan Johnson Cook.
Il a coprésidé la Coalition pour la préservation de la liberté religieuse et a siégé aux conseils d'administration de la NAACP, de People For the American Way et World Faiths Development Dialogue. En 1999, Saperstein est élu premier président de la Commission des États-Unis sur la liberté religieuse internationale, créée par le Congrès.
Saperstein est également professeur adjoint au Georgetown University Law Center, où il enseigne des cours sur le droit des relations entre l'Église et l'État et sur le droit juif pendant 35 ans.
Le 11 octobre 2018, Saperstein reçoit le Prix international de la liberté religieuse « pour ses nombreuses années de travail de défense et de soutien de la liberté de religion ou de conviction pour tous ». Cole Durham, directeur du Centre international d'études juridiques et religieuses (ICLRS), lui remet le prix.

## Vie personnelle
Saperstein est marié à la journaliste Ellen Weiss, quatre fois lauréate du prix Peabody. Ils sont les parents du musicien Daniel Saperstein et du journaliste Ari Saperstein. Son frère est l'historien juif et rabbin Marc Saperstein.